# Krokabuskgrundet
Krokabusgrundet is een Zweeds eiland behorend tot de Lule-archipel; het is een eiland dat ten noorden ligt van Sandön in de Sandöfjord. Het eiland heeft geen oeververbinding. Er staan gebouwen op het eiland, die waarschijnlijk voor recreatie bedoeld zijn.